# Fredy Guarín
Fredy Alejandro Guarín Vásquez (* 30. Juni 1986 in Puerto Boyacá) ist ein kolumbianischer ehemaliger Fußballspieler. Er war ein vielseitig einsetzbarer Spieler, der vor allem im zentralen oder rechten Mittelfeld seine Stärken ausspielen konnte.

## Karriere

### Im Verein

#### Anfänge
Seine Laufbahn begann Guarín 2002 beim kolumbianischen Klub Envigado FC. Im Jahr 2005 wechselte er auf Leihbasis zum argentinischen Topverein Boca Juniors, wo er aber zunächst hauptsächlich in der Jugendmannschaft eingesetzt wurde. Während dieser Zeit war Guarín aber ständiger Spieler in den verschiedenen Jugendauswahlen der kolumbianischen Fußballnationalmannschaft.

#### AS Saint-Étienne
Nach Ablauf der Leihfrist 2006 versuchten die Boca Juniors, Guarín längerfristig zu binden. Dieser entschied sich jedoch zu einem Wechsel zum französischen Verein AS Saint-Étienne, wiederum auf Leihbasis.
Bereits bei seinem Debüt gegen den spanischen Verein Espanyol Barcelona (Freundschaftsspiel) gelangen ihm zwei Tore, und er entwickelte sich kontinuierlich weiter. Sein Ligadebüt gab er am 14. Oktober 2006 gegen Olympique Lyon, und gegen Ende der Saison 2006/07 gehörte er bereits zur Stammelf. Sein erstes Ligator gelang ihm am 17. März 2007 bei dem 3:1-Sieg gegen Troyes AC. In der darauffolgenden Saison wurde Guarín mit einem permanenten Vertrag ausgestattet.

#### FC Porto

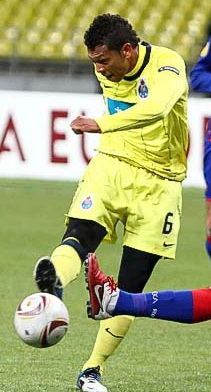
Guarín für Porto (2011)

Als Ergebnis seiner konstant guten Leistungen konnte Guarín am 10. Juli 2008 einen Vierjahresvertrag beim portugiesischen Topclub FC Porto unterzeichnen, wodurch er auch auf europäischer Ebene spielen würde. Als Teil des Vertrags wechselte der Portugiese Paulo Machado auf Leihbasis zu AS Saint-Étienne.
Auch beim FC Porto gelang es Guarín seine Qualitäten unter Beweis zu stellen. Sein wichtigstes Tor für die Portugiesen schoss er am 16. Mai 2010 beim Pokalendspiel gegen GD Chaves, das 2:1 für den FC Porto endete. Seinen größten Erfolg im Trikot von Porto feierte er allerdings mit dem Gewinn der UEFA Europa League 2010/11. Guarín selbst steuerte zu diesem Titel fünf Tore bei und konnte mit Ausnahme des Finales in jeder K.-o.-Runde mindestens einmal treffen.

#### Inter Mailand
Am 31. Januar 2012 gab Inter Mailand die Verpflichtung von Guarín auf Leihbasis bekannt. Nach Ablauf der Leihe bestand eine Kaufoption mit Vertrag bis zum 30. Juni 2016. Sein Debüt feierte er am 1. April 2012 beim 5:4-Heimsieg über den CFC Genua, als er in der 59. Spielminute für Dejan Stanković eingewechselt wurde.
Im Mai 2012 wurde die Kaufoption gezogen. Inter Mailand zahlte an den FC Porto eine Ablösesumme in Höhe von 11 Mio. Euro. Am 30. August 2012 erzielte Guarín gegen den FC Vaslui nach einem Solo von der Mittelfeldlinie sein erstes Pflichtspieltor für Inter.
Im Mai 2014 unterzeichnete der Kolumbianer einen neuen Vertrag bis zum 30. Juni 2017.

#### Shanghai Shenhua und CR Vasco da Gama
Im Januar 2016 verließ er die Italiener und ging für 13 Millionen Euro nach China zu Shanghai Shenhua, wo er sehr schnell zum Stammspieler wurde. In der Chinese Super League brachte er es in seinen drei Jahren auf 23 Tore in 83 Einsätzen. Seinen ersten gab er am 5. März 2016 gegen Yanbian Funde (1:1). Ende September 2019 wechselte Guarín zurück nach Südamerika zu CR Vasco da Gama, wo er den Rest der Saison ab dem 17. Oktober 2019, bis auf ein Spiel wegen einer Gelbsperre, alle Spiele absolvierte. Anfang der Saison 2020 kam Guarín nur noch zu drei Einsätzen (1 × Staatsmeisterschaft von Rio de Janeiro und 2 × Copa do Brasil 2020, keine Tore). Keines der Spiele bestritt er über die volle Zeit. Nachdem die Saison im März aufgrund der COVID-19-Pandemie unterbrochen wurde, kehrte Guarín zum Start in die Meisterschaftssaison 2020 Anfang August nicht zu Vasco zurück. Sein Manager gab am 18. August die Kündigung seines Vertrages bekannt.

### In der Nationalmannschaft
Guarín nahm mit der kolumbianischen Fußballnationalmannschaft am CONCACAF Gold Cup 2005 in den USA teil, wurde dort aber nicht eingesetzt. Am 25. Mai 2006 spielte Guarín das erste Mal auf internationaler Ebene für die erste kolumbianischen Fußballnationalmannschaft, und zwar bei einem Vorbereitungsspiel für die WM 2006 gegen WM-Teilnehmer Ecuador (Endstand 1:1).
Im Sommer 2011 nahm Guarín mit Kolumbien an der Copa América in Argentinien teil und bestritt bis zum Ausscheiden seiner Mannschaft im Viertelfinale gegen Peru alle Spiele Kolumbiens.

## Erfolge
- UEFA Europa League: 2010/11
- Portugiesische Meisterschaft: 2008/09, 2010/11
- Portugiesischer Fußballpokal: 2008/09, 2009/10, 2010/11
- Portugiesischer Fußball-Supercup: 2009, 2011